# Els Pocs

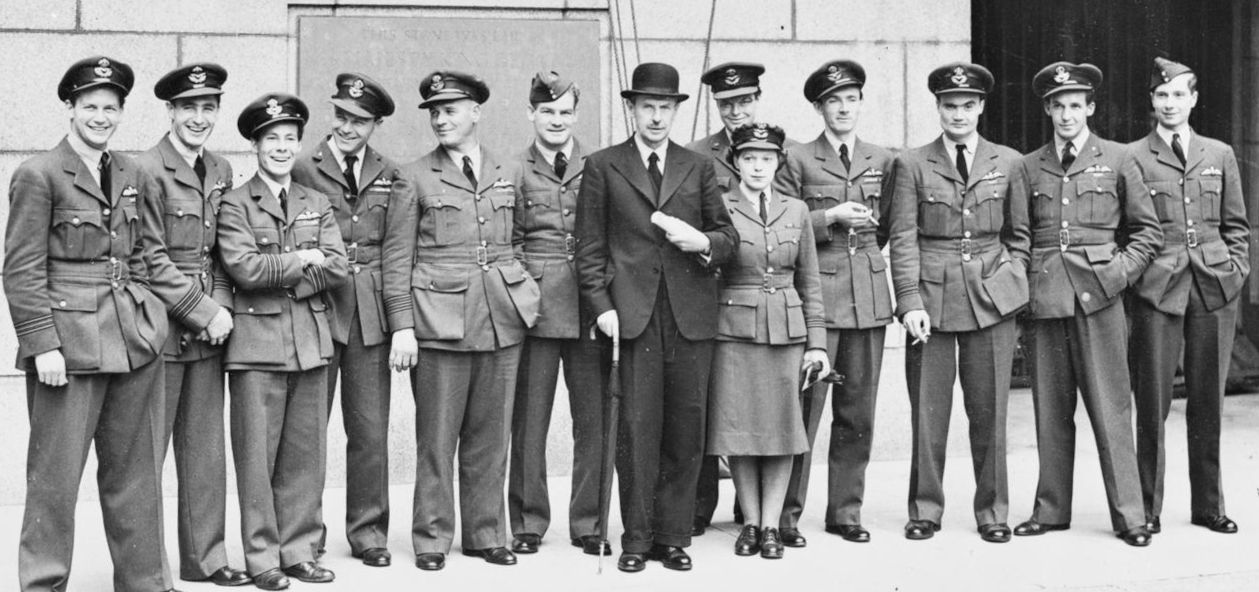
Dowding amb "Els Pocs"

Els Pocs (anglès: The Few) és el terme emprat per descriure als aviadors de la Royal Air Force que van combatre a la batalla d'Anglaterra durant la Segona Guerra Mundial. Prové de la frase que pronuncià Winston Churchill: Mai, en la història dels conflictes humans, tants han degut tant a tant pocs (original en anglès: "Never, in the field of human conflict, was so much owed by so many to so few")

## Els pilots

Barra Batalla d'Anglaterra

Prop de 3.000 homes van ser condecorats amb la Barra de la Batalla d'Anglaterra. El 2009 en quedaven menys de 90 vius.
Els aviadors britànics van ser 2.353, un 80& dels 2.927 aviadors participants; dels que 407 van morir d'un total de 510 pèrdues. La resta de participants eren de les antigues colònies de l'Imperi Britànic (en particular Nova Zelanda, Canadà, Sud-àfrica i Austràlia), així com exiliats de diversos països europeus conquerits; en particular van haver diversos esquadrons formats per polonesos, txecoslovacs i belgues. D'altres països aportaren menors quantitats, com França, Irlanda i els Estats Units.

### Les estadístiques
La RAF considera oficialment que la Batalla d'Anglaterra va tenir lloc entre el 10 de juliol i el 31 d'octubre de 1940.
- Els pilots de la RAF reclamen haver abatut 2.600 avions alemanys, però les xifres posteriorment compilades suggereixen que les pèrdues de la Luftwaffe només van ser de 2.300
- Dels 2.332 pilots aliats que van pilotar caces durant la Batalla, el 38,85% reclamen algun èxit en termes d'avions enemics abatuts
- La xifra de pilots de reclamen més d'una victòria no és més del 15% del total de pilots de la RAF participants
- Per ser nomenat un as un pilot havia d'aconseguir 5 victòries confirmades. Durant la batalla 188 pilots de la RAF aconseguiren aquesta distinció, un 8% del total de participants. 233 pilots més que reclamaren victòries durant la Batalla esdevindrien asos posteriorment.
- Dos pilots van aconseguir ser "as en un dia" durant la Batalla: el polonès Antoni Glowacki i el neozelandès Brian Carbury.

### Asos principals
Els principals Asos de la Batalla d'Anglaterra van ser:

| Rang | Pilot               | Nationalitat   | Esquadró  | Avió                 | Morts    | Notes                                                                           |
| ---- | ------------------- | -------------- | --------- | -------------------- | -------- | ------------------------------------------------------------------------------- |
| 1    | Plt Off ES Lock     | Regne Unit     | 41        | Supermarine Spitfire | 21       | DSO DFC amb Barra. Total 26 morts. Mort el 3 d'agost de 1941                    |
| 2    | Sgt JH Lacey        | Regne Unit     | 501       | Hurricane            | 18       | DFC amb Barra, Creu de Guerra 1939-1945. Total 28 mort                          |
| 3    | Flt Lt AA McKellar  | Regne Unit     | 605       | Hurricane            | 17 + 1/2 | DSO DFC amb Barra. Total 18 + 1/5.Mort l'1 de novembre de 1940                  |
| 4    | Sgt J Frantisek     | Txecoslovàquia | 303       | Hawker Hurricane     | 17       | DFM amb Barra, Creu de Plata Virtuti Militari. Mort el 8 d'octubre de 1940      |
| 5    | Plt Off CF Gray     | Nova Zelanda   | 54        | Spitfire             | 15 + 1/5 | DSO DFC amb 2 Barres. Total 27.7 morts                                          |
| 6    | Fg Off BJG Carbury  | New Zealand    | 603       | Spitfire             | 15 + 1/3 | DFC amb Barra.                                                                  |
| 7    | Plt Off RFT Doe     | Regne Unit     | 234 i 238 | Spitfire i Hurricane | 15       | DSO DFC amb Barra.                                                              |
| 8    | Fg Off W Urbanowicz | Polònia        | 145 i 303 | Hurricane            | 15       | Creu de Plata Virtuti Militari, DFC amb Barra. Total 18 (possíblement 20) morts |
| 9    | Flt Lt PC Hughes    | Austràlia      | 234       | Spitfire             | 14 + 5/6 | DFC Mort el 7 de setembre de 1940                                               |
| 10   | Sqn Ldr MN Crossley | Regne Unit     | 32        | Hurricane            | 14       | DSO OBE DFC. Total 22 victòries                                                 |

## Memorial

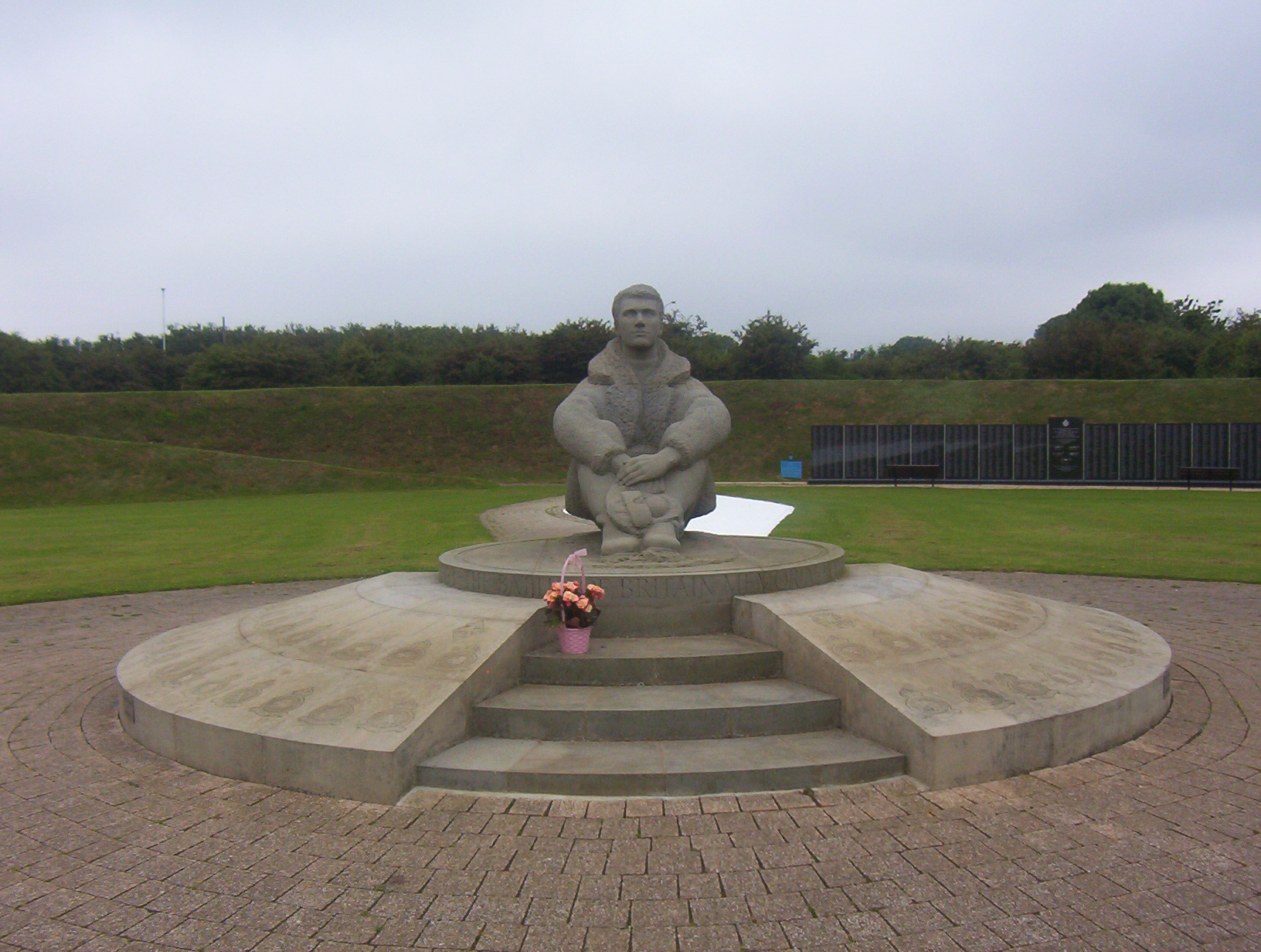
El memorial als Pocs a Capel-le-Ferne, al capdamunt dels Penya-segats de Dòver…

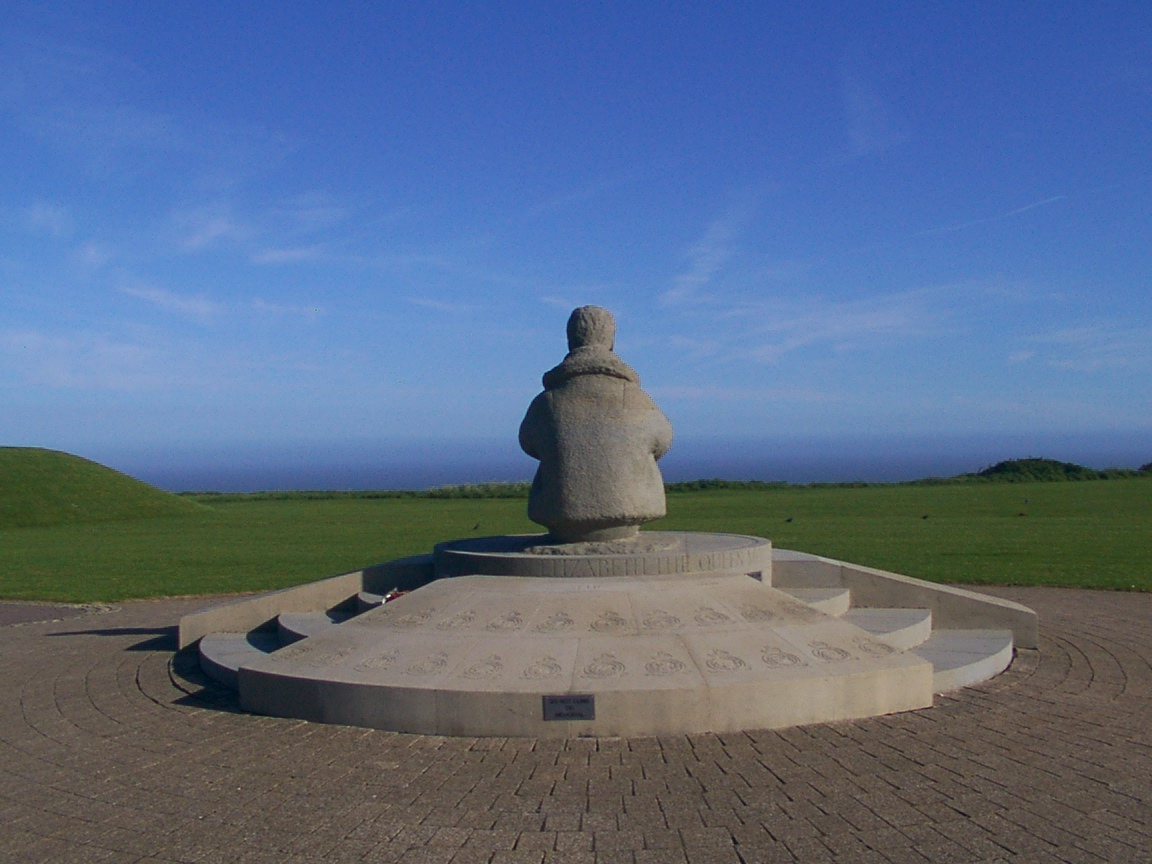
...que mira cap al Canal de la Mànega

Els pilots són recordats al Memorial de la Batalla d'Anglaterra a Capel-le-Ferne, Kent; i els seus noms apareixen al Monument a la Batalla d'Anglaterra de Londres. La Llista d'Honor de la Batalla d'Anglaterra es troba a la Capella de la RAF de l'Abadia de Westminster, i és citat anualment durant el Servei d'Acció de Gràcies i Re-dedicació en el Diumenge de la Batalla d'Anglaterra.
Es conserva un caça Hawker Hurricane conegut com El Darrer dels Molts, que vola com a part del Vol Memorial de la Batalla d'Anglaterra, juntament amb un Supermarine Spitfire que volà a la batalla.

## En la cultura popular
Pink Floyd es refereix als Pocs a la cançó "One of the Few" del seu àlbum conceptual The Final Cut. La banda de heavy metal Iron Maiden publicà un single titulat Aces High, narrant la història d'un pilot que vola a la Batalla d'Anglaterra.
"The Few", una novel·la d'Alex Kershaw, narra les històries dels homes que van volar a la Batalla d'Anglaterra.